# MetroJazz Records
MetroJazz Records war ein Ende der 1950er-Jahre bestehendes amerikanisches Jazzlabel.
MetroJazz Records wurde Ende der 1950er-Jahre von Leonard Feather als Sublabel von MGM Records gegründet. Circa fünfzehn Langspielplatten wurden auf dem kurzlebigen Label veröffentlicht, darunter Aufnahmen von Toshiko Akiyoshi, Sonny Rollins, Thad Jones, Pepper Adams/Jimmy Knepper, Gigi Gryce, Red Callender, Sam „The Man“ Taylor, Helen Merrill, Teddy Edwards, Red Mitchell/Blue Mitchell, Melba Liston und Pete Jolly, außerdem Livemitschnitte vom Newport Jazz Festival 1958 (New Faces at Newport, mit Randy Weston und Lem Winchester). Einige dieser LPs wurden in den 1960er-Jahren von Verve Records nach der Übernahme von MGM Records wiederveröffentlicht.